# Botte en caoutchouc
 (mai 2025).
Si vous disposez d'ouvrages ou d'articles de référence ou si vous connaissez des sites web de qualité traitant du thème abordé ici, merci de compléter l'article en donnant les références utiles à sa vérifiabilité et en les liant à la section « Notes et références ».
En pratique : Quelles sources sont attendues ? Comment ajouter mes sources ?

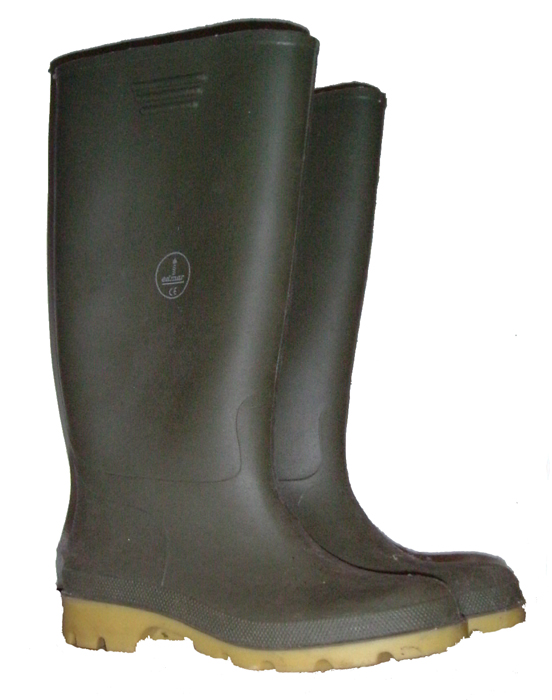
Bottes en caoutchouc.

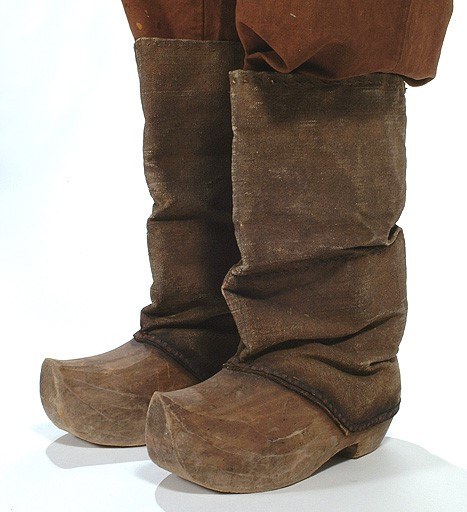
Botou-kinou, Finistère, XXe siècle, cuir et bois, Musée de Bretagne.

La botte en caoutchouc, botte de pluie ou botte à douille, est un type de botte imperméable, le plus souvent fabriquée à partir de caoutchouc ou de polychlorure de vinyle, arrivant généralement juste en dessous du genou.
Elle est habituellement portée lors d'un déplacement sur sol mouillé ou boueux, ou pour protéger le porteur de fortes averses.
Au Québec, et plus particulièrement en Abitibi-Témiscamingue, elles portent le nom de « bottes de pine » (ou « pime »), et ailleurs des « bottes à douille » ou « bottes à tuyau ».
Au Royaume-Uni, elle porte le nom de « Wellington boot », puisqu'elle fut popularisée par Arthur Wellesley de Wellington.

## Historique

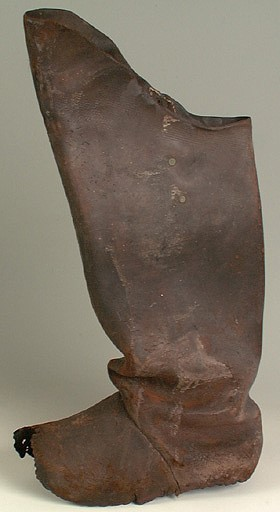
Bottes en cuir, XXe siècle, Saint-Malo, Musée de Bretagne.

Les bottes montantes imperméables ont notamment été développées au fil de l’histoire des Terre-neuvas. Dès le XVIIe siècle, ils portaient des bottes avec le surtout à capuche et le cotillon. À partir du XIXe siècle se répandent les bottes cuissardes, montant jusqu’au milieu des cuisses, en cuir, mais se terminant par des sabots en bois. Celles tout en cuir étaient lourdes et le cuir séchait mal. Des cordonniers spécialisés cousaient le cuir très épais. Dès la fin de la Première Guerre mondiale, on utilise des bottes en caoutchouc, mais elles ne sont pas répandues et les deux usages coexistent jusqu’à la fin de la pêche à Terre-neuve. On en conserve par conséquent quelques exemplaires dans les collections françaises (Musée de Bretagne, Rennes).